# Al-Zarkali
Abu-Išak Ibrahim ibn-Jahja al-Zarkali (latinsko Arzahel, Arzachel), špansko-arabski astronom in matematik, * 1028, Kordoba, Španija, † 1087.

## Življenje in delo
Al-Zarkali je bil najboljši opazovalec svojega časa in izdajatelj Toledskih planetnih tabel leta 1080.
Trigonometrične tabele iz tega dela, ki jih je v latinščino prevedel Gerard, so imele precejšen vpliv na razvoj trigonometrije v dobi renesanse. Temeljile so na opazovanjih in proučevanjih, ki so jih opravili mnogi španski muslimanski in judejski astronomi. Vsebovale so geografske podatke, črpane od Ptolemeja, al-Hvarizmija in Albatanija.
Po njegovih pravilih je pisal svoja dela tudi Rajmund iz Marseillesa.
Ptolemejevo preveliko vrednost dolžine Sredozemskega morja 62° je al-Hvarizmi skrajšal skoraj na 52°, al-Zarkali pa je našel skoraj pravo vrednost 42°.
Skonstruiral je izboljšan tip astrolaba, ki ga je imenoval safihah, v Evropi pa je postal znan kot »safeja«. Z razliko od predhodnih ni bil odvisen od zemljepisne širine opazovalca, in so ga lahko uporabljali kjerkoli na Zemlji.
Prvi je dokazal gibanje Sončevega odzemlja (apogeja) proti zvezdam. Po njegovih merjenjih je vrednost 12,04", prava vrednost pa je 11,77". Kopernik ga je navajal vzporedno z Albatanijem v svojemu delu De revolutionibus orbium coelestium.

## Priznanja

### Poimenovanja
Po njem se imenuje udarni krater Al-Zarkali (Arzachel) na Luni.